# Oblo brdo
Il monte Oblo brdo con 1.957 m s.l.m. è una cima della Catena Nero-Tolminski Kuk-Rodica, si eleva per 1403 m ad un angolo di 28,9° in orizzontale a una distanza di 2538 m da nord-est.